# Ivan Franceschini
Ivan Franceschini (Parma, 7 dicembre 1976) è un allenatore di calcio ed ex calciatore italiano, di ruolo difensore, tecnico della formazione Primavera del Cosenza.

## Caratteristiche tecniche
Di ruolo difensore centrale, si distingueva per la foga agonistica con cui scendeva in campo. Poteva giocare anche come terzino sinistro.

## Carriera

### Giocatore
Nato a Fornovo sotto la guida dell’allenatore Caraco’ Carmelo e cresciuto nella primavera del Parma, nella stagione 1996-1997 ha un'esperienza all'estero, nell'Olympique Marsiglia, dove gioca 23 partite.
Dopo l'esperienza nella massima serie francese, torna in Italia la stagione seguente indossando la maglia della Salernitana in Serie B, dove gioca 23 partite segnando una rete. In Serie B ha altre due esperienze nelle due stagioni seguenti, prima con la Lucchese (28 presenze ed una rete) e poi nel Genoa (28 presenze), prima di approdare alla Reggina, in Serie A. La società calabrese lo gira in prestito al Chievo Verona, dove conquista la promozione in Serie A, gioca 11 partite e segna una rete, prima di tornare nella Reggina, che nel frattempo è retrocessa in Serie B, dove gioca 34 partite e segna una rete, conquistando un'altra promozione in Serie A.
Il 22 settembre 2002 esordisce in Serie A con la maglia amaranto in Reggina-Inter (1-2), giocando poi in tutto 28 partite il primo anno, 29 partite nel 2003-2004, 34 partite e 3 reti (la sua stagione più prolifica) nel 2004-2005 e 30 partite con una rete nel 2005-2006.
Nella stagione 2006-2007 viene ceduto al Torino, dove disputa 30 partite, segnando una rete, contro il Catania (1-1); la stagione seguente, complice un grave infortunio, lo vede lontano dai campi di gioco per tutto l'anno, e gioca appena una partita, all'ultima giornata.
Anche nella stagione 2008-2009 non trova spazio nella squadra di Torino, fino all'arrivo di Giancarlo Camolese, poiché con Gianni De Biasi prima e Walter Novellino poi non aveva mai trovato spazio. A fine stagione avrà collezionato 9 presenze 2 reti, senza tuttavia evitare la retrocessione in Serie B dei granata. A fine stagione, a scadenza contrattuale, rimane svincolato.
Il 2 novembre 2009 viene ufficialmente acquistato con contratto annuale dal Cesena, e dopo solo 13 presenze, a fine stagione torna svincolato.
Il 28 dicembre 2010 firma un contratto annuale con il Portogruaro, squadra neo-promossa in Serie B; a fine stagione, dopo la retrocessione del club veneto, rimane senza contratto.
Il 17 agosto 2011 viene ingaggiato dall'HinterReggio Calcio in Serie D. Il 29 aprile 2012 ottiene la promozione in Lega Pro con l'HinterReggio.

### Allenatore
Chiusa la carriera di calciatore al termine della stagione 2012-2013, intraprende quella di allenatore. Nel gennaio 2014 viene scelto come guida tecnica del Gallico Catona (quartiere di Reggio), squadra militante in Eccellenza Calabria.
Nel settembre 2015 passa al settore giovanile della Reggina. Nel mese di febbraio 2016, assume l'incarico di vice allenatore, a fianco di Francesco Cozza.
La stagione seguente continua ad assumere l'incarico di vice allenatore affiancando Karel Zeman fino al 10 giugno 2017.
Nel settembre 2018, inaugura la propria esperienza di allenatore in Serie D alla Palmese, guidando la squadra a una salvezza tranquilla e quasi a ridosso della zona playoff; nel 2019 viene scelto alla guida della Cittanovese, ma la parentesi si rivela breve dove viene prima esonerato ma subito dopo richiamato alla guida del Club prima della sospensione causa Covid-19;  infine, nell’agosto del 2020, sempre in Calabria, gli viene affidata la panchina del Castrovillari. Avventura che si chiude in anticipo, in seguito all' esonero avvenuto il 25 febbraio 2021.
Il 12 aprile 2022 subentra ad Emilio Cavaliere sulla panchina del Rende, in Serie D.
Il 19 marzo 2025 viene ingaggiato dal Cosenza come allenatore della Primavera.

## Statistiche

### Presenze e reti nei club
Statistiche aggiornate al settembre 2015.
| Stagione       | Squadra      | Campionato | Campionato | Campionato |
| Stagione       | Squadra      | Comp       | Pres       | Reti       |
| -------------- | ------------ | ---------- | ---------- | ---------- |
| 1994-1996      | Parma        | A          | 0          | 0          |
| 1996-1997      | O. Marsiglia | L1         | 23         | 1          |
| 1997-1998      | Salernitana  | B          | 23         | 1          |
| 1998-1999      | Lucchese     | B          | 28         | 1          |
| 1999-2000      | Genoa        | B          | 28         | 0          |
| 2000-gen. 2001 | Reggina      | A          | 0          | 0          |
| gen.-giu. 2001 | Chievo       | B          | 11         | 1          |
| 2001-2002      | Reggina      | B          | 34         | 1          |
| 2002-2003      | Reggina      | A          | 28         | 0          |
| 2003-2004      | Reggina      | A          | 29         | 0          |
| 2004-2005      | Reggina      | A          | 34         | 3          |
| 2005-2006      | Reggina      | A          | 30         | 1          |
| 2006-2007      | Torino       | A          | 30         | 1          |
| 2007-2008      | Torino       | A          | 1          | 0          |
| 2008-2009      | Torino       | A          | 9          | 2          |
| 2009-2010      | Cesena       | B          | 13         | 0          |
| dic.2010-2011  | Portogruaro  | B          | 17         | 0          |
| 2011-2012      | HinterReggio | D          | 29         | 3          |
| 2012-2013      | HinterReggio | D          | 26         | 1          |

### Statistiche da allenatore
Statistiche aggiornate al 30 giugno 2022.
| Stagione              | Squadra               | Campionato            | Campionato | Campionato | Campionato | Campionato | Coppe nazionali | Coppe nazionali | Coppe nazionali | Coppe nazionali | Coppe nazionali | Coppe continentali | Coppe continentali | Coppe continentali | Coppe continentali | Coppe continentali | Altre coppe | Altre coppe | Altre coppe | Altre coppe | Altre coppe | Totale | Totale | Totale | Totale | % Vittorie | Piazzamento       |
| Stagione              | Squadra               | Comp                  | G          | V          | N          | P          | Comp            | G               | V               | N               | P               | Comp               | G                  | V                  | N                  | P                  | Comp        | G           | V           | N           | P           | G      | V      | N      | P      | %          | Piazzamento       |
| --------------------- | --------------------- | --------------------- | ---------- | ---------- | ---------- | ---------- | --------------- | --------------- | --------------- | --------------- | --------------- | ------------------ | ------------------ | ------------------ | ------------------ | ------------------ | ----------- | ----------- | ----------- | ----------- | ----------- | ------ | ------ | ------ | ------ | ---------- | ----------------- |
| gen.-giu. 2014        | Gallico Catona        | Ecc.                  | 12+2       | 9+1        | 1          | 2+1        | CI-Ecc.         | -               | -               | -               | -               | -                  | -                  | -                  | -                  | -                  | -           | -           | -           | -           | -           | 14     | 10     | 1      | 3      | 71,43      | Sub., 3º          |
| 2014-2015             | Gallico Catona        | Ecc.                  | 30         | 13         | 6          | 11         | CI-Ecc.         | 2               | 1               | 1               | 0               | -                  | -                  | -                  | -                  | -                  | -           | -           | -           | -           | -           | 32     | 14     | 7      | 11     | 43,75      | 6º                |
| Totale Gallico Catona | Totale Gallico Catona | Totale Gallico Catona | 44         | 23         | 7          | 14         |                 | 2               | 1               | 1               | 0               |                    | -                  | -                  | -                  | -                  |             | -           | -           | -           | -           | 46     | 24     | 8      | 14     | 52,17      |                   |
| set. 2018-2019        | Palmese               | D                     | 33         | 11         | 13         | 9          | CI-D            | -               | -               | -               | -               | -                  | -                  | -                  | -                  | -                  | -           | -           | -           | -           | -           | 33     | 11     | 13     | 9      | 33,33      | Sub., 6º          |
| lug.-ott. 2019        | Cittanovese           | D                     | 9          | 3          | 1          | 5          | CI-D            | 2               | 1               | 0               | 1               | -                  | -                  | -                  | -                  | -                  | -           | -           | -           | -           | -           | 11     | 4      | 1      | 6      | 36,36      | Eson.             |
| 2020-feb. 2021        | Castrovillari         | D                     | 17         | 4          | 6          | 7          | -               | -               | -               | -               | -               | -                  | -                  | -                  | -                  | -                  | -           | -           | -           | -           | -           | 17     | 4      | 6      | 7      | 23,53      | Eson.             |
| apr.-giu. 2022        | Rende                 | D                     | 7+1        | 4          | 0+1        | 3          | CI-D            | -               | -               | -               | -               | -                  | -                  | -                  | -                  | -                  | -           | -           | -           | -           | -           | 8      | 4      | 1      | 3      | 50,00      | Sub., 17º (retr.) |
| Totale carriera       | Totale carriera       | Totale carriera       | 111        | 45         | 28         | 38         |                 | 4               | 2               | 1               | 1               |                    | -                  | -                  | -                  | -                  |             | -           | -           | -           | -           | 115    | 47     | 29     | 39     | 40,87      |                   |

## Palmarès

### Club

#### Competizioni nazionali
- Campionato italiano di Serie B: 1

Salernitana: 1997-1998
- Serie D: 1

HinterReggio: 2011-2012